# Adwick le Street
Adwick le Street è un paese della contea del South Yorkshire, in Inghilterra. Il paese si trova a nord ovest della città di Doncaster.
Adwick dà il nome al più ampio distretto di Adwick le Street & Carcroft del Doncaster Metropolitan Borough Council, che comprende anche Carcroft, Woodlands e Highfields. Questi avevano una popolazione complessiva di 16.518 abitanti al momento del censimento del 2021.
Il distretto di Adwick, negli anni '20, aveva una popolazione di circa 12.000 abitanti. Il distretto urbano di Adwick le Street nel West Riding of Yorkshire è esistito fino al 1974. All'interno dell'ex distretto urbano si trova il villaggio modello di Woodlands, costruito per la miniera di carbone di Brodsworth.

## Storia

### Epoca romana
La città deve il suo nome alla grande strada romana del nord della Gran Bretagna, Ermine Street.

### Medioevo
Nel dicembre 2007, gli archeologi dell'ARCUS furono chiamati dopo che gli operai addetti ai lavori di costruzione della North Ridge Community School avevano portato alla luce resti umani. 
Furono scoperte 40 tombe; 37 contenevano resti scheletrici risalenti al periodo medio sassone, compreso tra il 660 e l'880 d.C. Il sito presentava erosione e deterioramento. Furono rinvenuti alcuni corredi funerari, i reperti furono archiviati presso il Museo di Doncaster.
Si ritiene che questo sia il primo cimitero anglosassone o altomedievale di questo tipo rinvenuto nel South Yorkshire e uno dei ritrovamenti anglosassoni più significativi del paese. I primi riferimenti all'insediamento si trovano nel Domesday Book del 1086.

### Epoca moderna
Nel 1682 fu costruito il municipio di Adwick.

## Edifici religiosi
In Adwick le Street ci sono due chiese. La principale, dedicata a San Lorenzo, si trova nel vecchio villaggio a nord del centro abitato. La chiesa fu costruita nel XII secolo. 
Territorialmente comprende anche la parte meridionale della parrocchia civile di Hampole, ma non la parte settentrionale di Skelbrooke. 
La seconda chiesa, dedicata ad Ognissanti, si trova a Woodlands.

## Edifici scolastici
Dal 1° settembre 2009, in Windmill Balk Lane si trovava la scuola superiore mista Outwood Academy Adwick. Questa ha sostituito il North Doncaster Technology College. 
Il 25 febbraio 2013, un nuovo edificio dell'Outwood Academy, adiacente alla A638, è stato completato e aperto agli studenti. I vecchi edifici scolastici sono stati demoliti e sono stati realizzati nuovi impianti sportivi all'aperto e una palestra sul campo della "Vecchia Scuola". 
Immediatamente a nord dell'Outwood Academy, sorge il nuovo Outwood Institute of Education, che offre corsi di leadership, sviluppo professionale e formazione ai giovani. Sul lato sud di Windmill Balk Lane si trova la Park Primary School, di fronte all'ingresso dell'Outwood Academy e ai campi da tennis.